# Rungsted

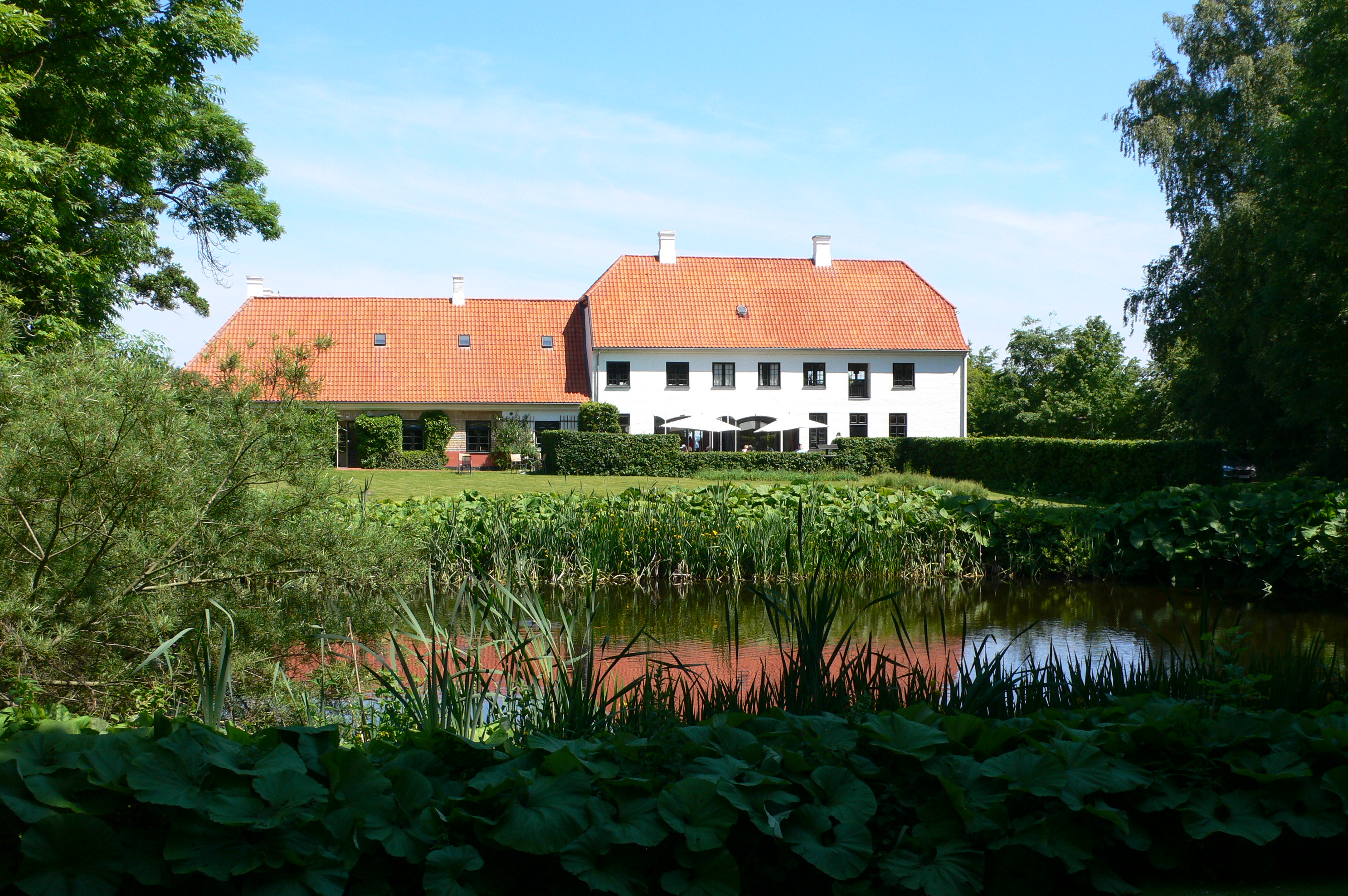
Karen Blixen-museet Rungstedlund

Rungsted ligger vid Öresund och är en del av tätorten Hørsholm i Hørsholms kommun norr om Köpenhamn i Danmark. Rungsted ligger vid järnvägen Kystbanen. Järnvägsstationens och postortens namn är Rungsted Kyst. Detta för att undvika förväxling med Ringsted. Vid kusten mot Öresund ligger Rungsted hamn, som är en småbåtshamn.
Författaren Johannes Ewald bodde här från mars 1773 till 1775 på den dåvarande Rungsted Kro, där hade han ett av sina mest produktiva år och skrev bland annat Rungsteds Lyksaligheder - En Ode. Krogen flyttade 1803, men byggnaderna bestod och fick namnet Rungstedlund. Efter sin död blev Ewald begravd på Ewalds Høj (Höjd), som ligger ett stenkast från Rungstedlund. Från höjden är det fin utsikt över Öresund och Rungsted hamn.
Senare kom författaren Karen Blixen att bli född på Rungstedlund, där hon senare bodde från 1931 (då hon återvände till Danmark från Afrika) till sin död 1962.

## Extern hänvisning
- Rungsteds Lyksaligheder - En Ode på Kalliope.dk